# Адріан (Блинський)

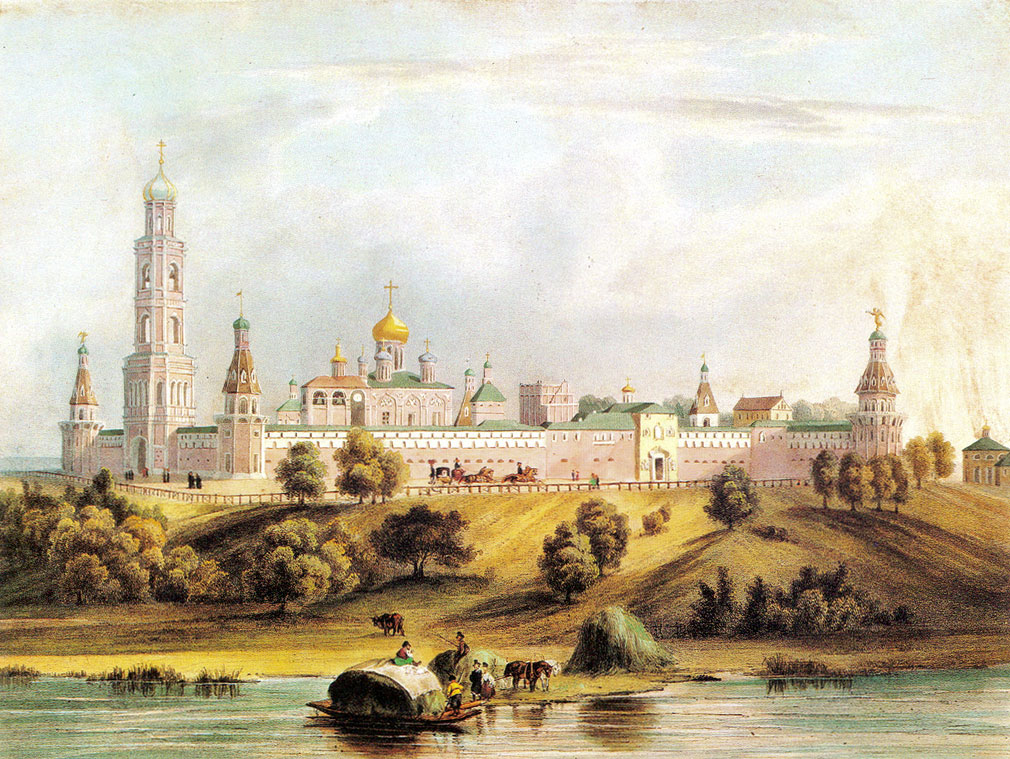
Симонів монастир в Москві, де старець Адріан прийняв постриг, провів останні 12 років свого життя і де ж помер

Адріан (Блинський), в схимі Алексій (при народженні рос. Василий Иванович Блинский, 1722, с. Орел, Солікамського уїзда, Пермської губернії — † 28 березня, 1812, Симонів монастир, Москва) — російський блаженний старець, великий подвижник, пустельник з брянських лісів, ієромонах Площанської пустині.

## Біографія
Адріан народився 1722 року в Пермській губернії, Солікамського уїзда в селі Орлі від благочестивих і благородних батьків Йоана і Марти Блинських и при хрещенні його нарекли Василієм. Рано осиротів і лишився спадщини. Був висланий родичами в солдати, служив полковим музикантом в м. Болхов Орловської губернії. Служив він, в єлизаветинські часи, шість років, будучи розквартированим в Болхові в Ширванському піхотному полку. Особливо часто він відвідував тамтешній чоловічий монастир. Там він сподобився видіння власного постригу, а від Болховської юродивої Февронії отримав обіцянку майбутнбого священства. Таємно цілими ночами, зимою, без взуття, він молився на дзвіницях Болховських церков, на манеру древніх стовпників, а ранком спускався на літургію; ловив в Нугрі рибу, продавав її, а гроші роздавав бідним. По ходатайству преосвященого Інокентія, єпископа Псковського, отримавши звільнення в відставку, він відправився в Орловську єпархію для вступу до Площанської пустині. Будівник Площанської пустині ієромонах Йоіл прийняв його з любов'ю і призначив на кухню. В цей ж час в число братства було прийнято і певного Йоана, з болховських міщан (згодом він під йменням Йони був другом і сподвижником блаженного старца), на якого було покладено послушання в пекарні. Обидва подвижники протягом чотирьох років проходили своє послушання з великою ревністю, їх смирення служило прикрасою обителі, вони зблизилися по духу і склали між собою обітницю — нести разом усі скорботи монашого життя. Василій горів бажанням чернечого постригу, але так як в той час у всій Орловській єпархії не було чернечих вакансій, то він рішився за благословінням настоятеля перейти до московського Симонова монастиря: це було в 1772 році, через два роки він був пострижений і наречений Адріаном, а в 1775 році Адріан в сані ієромонаха вернувя в Площанськую пустинь.

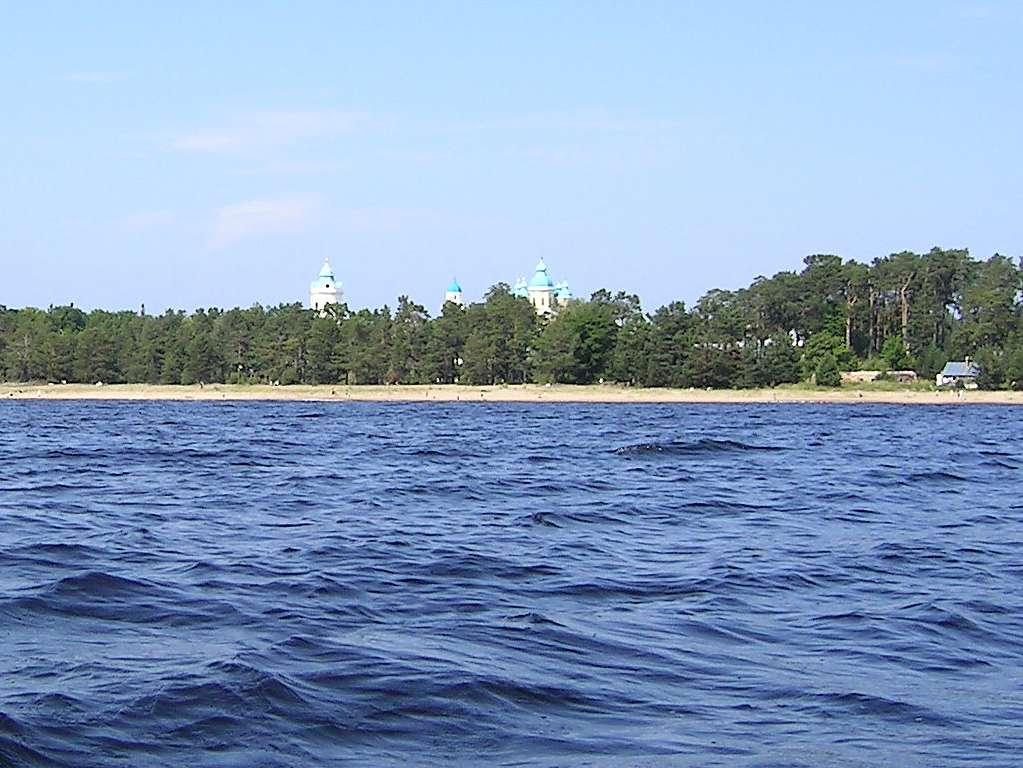
Конівский монастир на острові Коневець, що на озері Ладога. З 1790 по 1800 р. рр. монастирем керував старець Адріан

## Останній період: в Конівському та Симоновому монастирях
Адріан був надзвичайно великодушним — ще бувши в миру, він хотів залишити ченцям свої гроші, але ті відмовилися. Остання риса старця не подобалася скупим та жадним, і від недобрих людей пішла брехлива чутка, що за звершення Таїнства сповіді старець бере з поміщиків великі гроші. Заінтриговані цими чутками, до пустельників навіть навідувалися розбійники і, не знайшовши нічого, нещадно їх били. Але неправдиві чутки про уявне багатство пустельників не вщухали. Восени 1788 року отець Адріан вирішив за благо віддалитися із цих місць. За благословінням Митрополита Гавриїла (Петрова), він відправився на проживання до Конівського монастиря Санкт-Петербургської єпархії. У Конівській обителі його радісно прийняв тамтешній будівник Йона. Згодом, за розпорядженням митрополита, Йона перевели будівником до Моденського монастиря, а о. Адріана призначили на його місце будівником Конівськой пустині, котра цілком зобов'язана йому своїм зовнішнім, а найбільше внутрішнім благовлаштуванням. Після десятилітнього управління обителю (з 1790 по 1800 р.) він склав із себе начальство й побажав закінчити свої дні в московськом Симоновому монастирі, де майже за 30 років до цього прийняв ангельський образ (тобто чернечий постриг). Разом зі своїм учнем ієромонахом Йоною він переселився туди в 1800 році при настоятелі Йоані, а наступного ж 1801 року під ім'ям Алексій одягнув велику схиму й останні десять років свого життя провів у пості та молитві.

## Дивний образ старця
Отець Адріан, скеровуючи все своє піклування лише для душі, мало піклувався про тіло. Він ніколи не носив теплого одягу і не вживав взуття, якщо траплялося йому за необхідністю ходити в ближні села верст за двадцять від його пустиньки, він ходив босий, не звертаючи увагу ані на дорогу, ані на час року. В зимовий час сніг так міцно прилипав до його підошв, що з них злізала шкіра, а в літній час від постійних трудів кров струмками текла з його ніг, і все тіло покривалося язвами. Смиренномудрий старець забороняв своїм учням розповідати про його подвиги, маючи постійно в умі слова Христа Спасителя: щоб ти посту свого не виявив людям, а Отцеві своєму, що в таїні (Матв. 6, 18).
Згідно з описами сучасників, зовнішній вид старця приводив до шанувального дивування: високий, худий і блідий, він ходив в старому поношеному одязі, був завжди тихим та смиренним. Чистота райської людини відображалася в його зовнішніх рисах і діях. Безмовна звірина преклонялася перед ним, віддаючи шану відновленому в ньому образу Божому. Одного разу трапилося йому зустрітися з трьомя ведмедями. Старець погрозив на них жезлом — і люті звірі віддалилися, уступаючи дорогу людині Божій. Іншого разу він побачив ведмедицю з дітьми, яка зі звірським риканням піднялася на задні лапи й уже була готова кинутися на нього: але мужній старець не устрашився й із молитвою в серці пригрозив їй, як і раніше, своїм жезлом, ведмежата сховалися в лісі, а ведмедиця, обійшовши навколо старця, побігла за ними. Старець Адріан лікував хворих птахів та тварин. 
Багато хто з вірою приходив до нього, зауважували в ньому дар прозорливості: так він провидів пам'ятну для Росії, і особливо для Москви, епоху 181] року й ще за рік заохочував своїх учнів та відвідувачів посилити молитви за спасіння вітчизни. Нерідко траплялося, що він після довгого мовчания раптом нібито пробуджувався і в великим натхненням, звертався до довколишніх, говорячи: «моліться, братія, моліться, великий вогонь буде». У такий спосіб він предсказав майбутнє напад французів і помер незадовго до нього.

## Смерть
За декілька днів до кончини він освятився святим єлеєм і приобщився Св. Таїн, і післе цього освяченого напуття перестав зовсім говорити й тільки поглядами, зверненими вгору, давав розуміти учням, що його молитвенний дух прагне звільнитися від уз плоті й бути з Христом. Нарешті, на средохресному тижні в Четвер 28 березня 1812 року під час вечірнього богослужіння він мирно віддав свій дух Господу Богові, 90 років від народження. Похований у вівтаря Духовської церкви. Над могилами Адріана та отця Йони (сподвижник Йона помер в 1821 році) згодом спорудили каплицю. Могилу старця в час атеїзму вскрито 1928 року, згодом знищено.